# 2022 EB5
2022 EB5 è un meteoroide (un piccolo asteroide) dall'orbita prossima a quella terrestre, che il giorno 11 marzo 2022 ha impattato la Terra in prossimità dell'isola di Jan Mayen, nel Mare di Norvegia.

## Scoperta
L'asteroide è stato scoperto l'11 marzo 2022, alle 19:24 UTC, come un oggetto della diciassettesima magnitudine dall'astronomo ungherese Krisztián Sárneczky, dalla stazione di Piszkéstető.
Il Minor Planet Center, incaricato dall'Unione Astronomica Internazionale di raccogliere e comunicare i dati osservativi sui corpi minori del Sistema solare, ha fornito una tempestiva comunicazione relativamente alla scoperta, invitando altri osservatori a confermare la scoperta dell'oggetto, cosa che è prontamente avvenuta da parte di altri due centri di ricerca europei: l'osservatorio Kysuce a Kysucké Nové Mesto, in Slovacchia e l'osservatorio di Farra d'Isonzo, in Friuli-Venezia Giulia. Inoltre, circa un'ora dopo l'avvenuta scoperta, sia il ricercatore indipendente Bill Gray, sia il sistema Scout del Center for NEO Studies (CNEOS) del Jet Propulsion Laboratory segnalavano l'imminenza dell'impatto dell'asteroide sulla Terra.

## Impatto
L'impatto è avvenuto l'11 marzo 2022, alle ore 21:22 e 2 secondi UTC, due ore dopo la scoperta, in prossimità dell'isola di Jan Mayen, nel Mare di Norvegia. L'impatto è stato confermato dai rilevatori infrasonici presenti nelle stazioni in Groenlandia e Norvegia dell'Organizzazione del Trattato sulla messa al bando totale degli esperimenti nucleari. L'energia liberata dal bolide nell'ingresso in atmosfera è stata stimata in 2 kton.

## Parametri orbitali
Sebbene l'arco osservativo sia limitato a sole due ore, con l'ultima osservazione nota risalente alle 21:10 dell'11 marzo (dieci minuti prima dell'impatto), eseguita dall'osservatorio di Kleť, nella Repubblica Ceca, è stato possibile determinare l'orbita per 2022 EB5. L'asteroide percorreva un'orbita ellittica con un'eccentricità, pari a 0,68, piuttosto elevata. L'afelio dell'orbita si collocava a 4,75 UA dal Sole, oltre la fascia principale; il perielio, invece, a 0,89 UA, era interno all'orbita della Terra. Anche l'inclinazione orbitale, pari a circa 10°, è piuttosto elevata per un asteroide. È stato ipotizzato che il meteoroide potesse essere il frammento, di circa 2 metri di diametro, di un nucleo cometario.